# Laelia basibrunnea
Laelia basibrunnea är en fjärilsart som beskrevs av Holland 1893. Laelia basibrunnea ingår i släktet Laelia och familjen tofsspinnare. Inga underarter finns listade i Catalogue of Life.